# Aksjomat Nicoda-Łukasiewicza
Aksjomat Nicoda-Łukasiewicza – aksjomat rachunku zdań sformułowany przez Jeana Nicoda, uproszczony przez Jana Łukasiewicza. Jest to aksjomat dzięki któremu zbudować można jednoaksjomatowy system rachunku zdań oparty wyłącznie na dysjunkcji Sheffera, zwany dysjunkcyjnym systemem logiki zdań.

## Aksjomat Nicoda
Nicod sformułował dysjunkcyjny system rachunku zdań w pracy A Reduction in the number of the Primitive Propositions of Logic opublikowanej w 19 tomie "Proceedings of the Cambridge Philosohical Society" z 1917. Interesujące w aksjomacie jest to, że umożliwia zbudowanie jednoaksjomatowego systemu rachunku zdań, i to, że aksjomat taki sformułowany został przy użyciu tylko jednego terminu pierwotnego, który stanowi znak dysjunkcji. Stosując regułę odrywania dla dysjunkcji i regułę podstawiania dla dysjunkcji z aksjomatu Nicoda (i z uproszczonej wersji Łukasiewicza) można uzyskać każdą tezę dysjunkcyjnego rachunku zdań. Dzięki użyciu wyłącznie dysjunkcji można także zdefiniować wszystkie pozostałe spójniki rachunku zdań.
Aksjomat Nicoda ma (we współczesnym zapisie) postać:
{\displaystyle {\Bigg (}p{\bigg /}{\bigg (}q{\Big /}r{\bigg )}{\Bigg )}{\bigg /}{\Bigg (}{\bigg (}t{\Big /}{\Big (}t{\big /}t{\Big )}{\bigg )}{\bigg /}{\bigg (}{\Big (}s{\big /}q{\Big )}{\Big /}{\Big (}(p/s){\big /}(p/s){\Big )}{\bigg )}{\Bigg )}}

## Aksjomat Nicoda-Łukasiewicza
Łukasiewicz uprościł aksjomat Nicoda w 1925, a wyniki swoich badań opublikował w 1933 w pracy Uwagi o aksjomacie Nicoda i o „definicji uogólniającej”. Jeszcze przed 1933 wzmianka o aksjomacie Łukasiewicza pojawiła się w pracy Stanisława Leśniewskiego Grundzüge eines neuen Systems der Grundlagen der Mathematik.
Modyfikacja Łukasiewicza polega na tym, że liczba zmiennych w jego sformułowaniu aksjomatu zmniejsza się z pięciu do czterech, dzięki czemu aksjomat jest jeszcze prostszy. Łukasiewicz wykazał ponadto niezauważony do tamtej pory błąd w dowodzie Nicoda dla tezy t/(t/t).
W wersji Łukasiewicza aksjomat ma postać:
{\displaystyle {\Bigg (}p{\bigg /}{\bigg (}q{\Big /}r{\bigg )}{\Bigg )}{\bigg /}{\Bigg (}{\bigg (}s{\Big /}{\Big (}s{\big /}s{\Big )}{\bigg )}{\bigg /}{\bigg (}{\Big (}s{\big /}q{\Big )}{\Big /}{\Big (}(p/s){\big /}(p/s){\Big )}{\bigg )}{\Bigg )}}
W notacji Łukasiewicza postać aksjomatu wygląda następująco: DDpDqrDDsDssDDsqDDpsDps